# Grammorhoe caespitaria
Grammorhoe caespitaria är en fjärilsart som beskrevs av Hugo Theodor Christoph 1880. Grammorhoe caespitaria ingår i släktet Grammorhoe och familjen mätare. Inga underarter finns listade i Catalogue of Life.